# Ažbe (priimek)
Ažbe je priimek v Sloveniji, ki ga je po podatkih Statističnega urada Republike Slovenije na dan 1. januarja 2010 uporabljalo 100 oseb in je med vsemi priimki po pogostosti uporabe uvrščen na 4.372. mesto.

## Znani nosilci priimka
- Alojz Ažbe (1913—1944), partizan
- Ana Ažbe (por. Žakelj, 2. Pagon) (1780—1850), ljudska pevka, mati pesnika Antona Žaklja - Rodoljuba Ledinskega
- Anton Ažbe (1862—1905), slikar, likovni pedagog v Münchnu
- Urban Ažbe (1751—1827), teolog
- Viktor Ažbe, konstruktor